# 視聽媒體委員會
視聽媒體委員會（GAMR，羅馬化：alhayyat aleamat litanzim al'iielam' ）是沙特阿拉伯的政府组织，于2012年成立，负责对沙特阿拉伯境内视听媒体传输及内容开发进行监管。   GAMR虽然是媒体部下辖机构，但此机构的财务和行政管理不受干涉。   此机构现任首席执行官是Esra Assery。 

## 职务范围
GAMR根据沙特的“媒体法规”对视听内容进行监管，并提供相关服务以管理相关内容的宣传。 亦对视听媒体传输和内容的许可证进行发行和管理。   GAMR还负责处理并制定与媒体有关的技术问题和规范，例如为批准企业或个人使用频谱或媒体传输设备。 

## 沙特电影
2018年12月，由文化和信息部（现为媒体部）主持的视听媒体委员会下令恢复全沙特阿拉伯电影院的运营，该委员会将负责向电影院颁发营业许可。  

## 分级系统

### 电子游戏
2016年8月，GCAM在沙特阿拉伯建立了电子游戏分级系统。这是经过两年研讨之后，与索尼沙特分部紧密合作的结果，该分部负责沙特的PlayStation产品销售。《神秘海域4：盗贼末路》率先获得了GCAM的分级 。  如果GCAM做出拒绝分级裁定，则该游戏将被封禁。评级如下：
| 分级标识 | 名称   | 描述                                                               |
| -------- | ------ | ------------------------------------------------------------------ |
|          | 3      | 仅适合3岁以上人士的电子游戏。                                      |
|          | 7      | 仅适合7岁以上人士的电子游戏。                                      |
|          | 12     | 仅适合12岁以上人士的电子游戏。                                     |
|          | 16     | 仅适合16岁以上人士的电子游戏。                                     |
|          | 18     | 仅适合18岁以上人士的电子游戏。                                     |
|          | 21     | （2025年新增）仅适合21岁以上人士的电子游戏。                       |
|          | 待分类 | （2020年新增）暂未分级的电子游戏。该标识用于游戏发行前的早期宣传。 |

### 电影
在2017年12月沙特阿拉伯恢复所有电影院运营后，GCAM在沙特阿拉伯建立了电影分级系统。如果影片逾越GCAM的审查标准，则该影片将被封禁或被要求删减。影院有权禁止未满特定年龄的未成年人收看R12或以上等级的电影。评级如下：
| 图标 | 评分 | 描述                               |
| ---- | ---- | ---------------------------------- |
|      | G    | 适合所有人收看的电影。             |
|      | PG   | 未满12岁之人建议成人陪同观赏。     |
|      | PG12 | 未满12岁之人须有成人陪同始得观赏。 |
|      | PG15 | 未满15岁之人须有成人陪同始得观赏。 |
|      | R15  | 未满15岁之人不得观赏。             |
|      | R18  | 未满18岁之人不得观赏。             |